# Đón Tết cùng VTV
Đón Tết cùng VTV  là một chương trình do Ban Văn hóa – Giải trí, Đài Truyền hình Việt Nam, phát sóng vào ngày Tất niên âm lịch hằng năm trên tất cả các kênh truyền hình của VTV từ năm 2013 đến năm 2016 và phát sóng vào mùng 1 Tết trên VTV3 lúc 20 giờ từ năm 2017 đến nay.

## Nội dung
Là chương trình thường niên do Ban Văn hóa – Giải trí, Đài Truyền hình Việt Nam thực hiện, Đón Tết cùng VTV kết hợp giữa sân khấu và hành trình trải nghiệm từ Bắc vào Nam trên những phương tiện khác nhau để khám phá những nét văn hóa và những câu chuyện truyền cảm hứng.

## Chủ đề của chương trình
- 2014: Những cánh thư xuân
- 2015: Chuyến xe Tết
- 2017: Bay lên Việt Nam - Flying Vietnam
- 2018: Bức tranh Tết
- 2019: Khởi hành
- 2020: Hành trình Nước
- 2021: Đi theo bóng mặt trời
- 2022: Và hoa sẽ nở
- 2023: Họa sắc Việt
- 2024: Về với yêu thương
- 2025: Du Yên: Chuyến Viễn Du của Bình Yên

## Tài trợ
- BIDV (2013, 2020, 2022)
- OPC (2013–2014)
- Sumikura (2013)
- Vietnam Airlines (2014)
- OPPO (2014–2020)
- Sứ Long Phương (2014)
- SABECO (2017)
- Thời trang ELISE (2020)
- Tập đoàn GFS (2021)
- Vietcombank (2023–2025)
- Petrolimex (2024–2025)

## Giải thưởng và Đề cử
| Năm  | Giải thưởng  | Hạng mục             | Kết quả |
| ---- | ------------ | -------------------- | ------- |
| 2021 | Ấn tượng VTV | Chương trình của năm | Đề cử   |